# Aubigny (Seine-et-Marne)
Pour les articles homonymes, voir Aubigny.
Aubigny est une ancienne commune du département de Seine-et-Marne, réunie à la commune de Montereau-sur-le-Jard, par ordonnance royale du 22 mars 1842.